# جيمي هوليداي
جيمي هوليداي (بالإنجليزية: Jimmy Holiday)‏ هو مغن مؤلف أمريكي، ولد في 24 يوليو 1934، وتوفي في 15 فبراير 1987.

## وصلات خارجية
- جيمي هوليداي على موقع IMDb (الإنجليزية)
- جيمي هوليداي على موقع ميوزك برينز (الإنجليزية)
- جيمي هوليداي على موقع ديسكوغز (الإنجليزية)